# Vitalie Damașcan
Vitalie Damașcan, né le 24 janvier 1999 à Soroca, est un footballeur international moldave. Il évolue au poste d'attaquant au Maccabi Petah-Tikva.

## Biographie

### En club
Avec le club du Sheriff Tiraspol, il participe aux tours préliminaires de la Ligue des champions, et dispute la phase de groupe de la Ligue Europa lors de la saison 2017-2018.
Il inscrit avec cette équipe 13 buts en première division moldave lors de la saison 2017. Il inscrit cette saison là un triplé, et deux doublés.

### En équipe nationale
Il est à plusieurs reprises capitaine de la sélection des moins de 17 ans. Avec cette équipe, il inscrit un but contre l'Ukraine en octobre 2015.
Avec les moins de 19 ans, il est l'auteur d'un doublé contre la Bulgarie en janvier 2016, puis marque un but contre l'Estonie un an plus tard.
Avec les espoirs, il inscrit un doublé contre Saint-Marin en juin 2017, puis un but contre la Biélorussie en septembre 2018. Ces deux rencontres rentrent dans le cadre des éliminatoires de l'Euro espoirs 2019.
Il reçoit sa première sélection en équipe de Moldavie le 27 janvier 2018, en amical contre l'équipe de Corée du Sud (défaite 1-0 à Aksu). Il inscrit son premier but le 15 novembre 2018, contre l'équipe de Saint-Marin. Ce match gagné 0-1 à Serravalle rentre dans le cadre de la Ligue des nations de l'UEFA 2018-2019.

## Palmarès
- Champion de Moldavie en 2016-2017, 2017 et 2018 avec le Sheriff Tiraspol
- Vainqueur de la Coupe de Moldavie en 2017 avec le Sheriff Tiraspol